# Pfizer
Pfizer Inc. je mezinárodní farmaceutická společnost se sídlem v New Yorku. Je jednou z největších farmaceutických společností na světě. V roce 2018 byla řazena na 57. místo na seznamu Fortune 500 největších společností ve Spojených státech podle obratu.
Firma Pfizer mj. vyrábí tozinameran, vakcínu proti covidu-19, kterou vyvinula německá firma BioNTech. Nouzovou či podmíněnou registraci vakcína získala v prosinci 2020 a lednu 2021 ve Velké Británii, Evropské unii, v USA a v dalších více než 20 státech.

## Výrobní program
Společnost vyvíjí a vyrábí léky a vakcíny pro široké spektrum lékařských oborů, včetně imunologie, onkologie, kardiologie, endokrinologie a neurologie. Mezi její produkty patří Lipitor (atorvastatin), používaný ke snížení LDL cholesterolu; Lyrica (pregabalin) na neuropatické bolesti a fibromyalgii; Diflucan (flukonazol), ústně podávaný lék proti plísním; Zithromax (azithromycin), antibiotikum; Viagra (sildenafil) pro léčbu poruch erekce a Celebrex (také Celebra, celekoxib), protizánětlivý lék.

## Rozvoj společnosti v posledních letech
V roce 2016 se chystala fúze Pfizer Inc. se společností Allergan za účelem vytvoření „Pfizer plc“ se sídlem v Irsku. Fúze, jež měla předpokládanou hodnotu 160 mld amerických dolarů, však byla odvolána na základě nových pravidel amerického ministerstva financí proti daňovým únikům. Následně byla společnost donucena zaplatit ve Spojených státech vysokou pokutu ministerstvu spravedlnosti.
Pfizer 19. prosince 2018 oznámil fúzi retailových divizí s významnou britskou farmaceutickou společností GlaxoSmithKline, ve které britská společnost drží kontrolní balík 68 % akcií.
Společnost Pfizer byla od roku 2004 jednou ze společností zařazených v akciovém indexu Dow Jones Industrial Average. V roce 2020 bylo oznámeno, že Pfizer bude v indexu nahrazen společností Amgen; změna byla provedena k datu 31. srpna 2020.

## Vakcína proti covidu-19
Firma Pfizer vyrábí tozinameran (obchodní název Comirnaty),  vakcínu proti nákaze covid-19, kterou vyvinula německá firma BioNTech. Je určena pro nitrosvalovou aplikaci. Jde o RNA vakcínu. Vakcína vyžaduje skladování za velmi nízké teploty až minus 80 °C, po vyjmutí z tohoto prostředí vydrží zhruba pět dní, aniž by se znehodnotila, a po naředění asi šest hodin.
Dne 9. listopadu 2020 Pfizer oznámila, že její vývoj vakcíny proti covidu-19 probíhá úspěšně a že vakcína v testech vykázala 90% účinnost. Dne 2. prosince 2020 oznámila Léková autorita Velké Británie dočasné nouzové schválení této vakcíny. Dne 8. prosince 2020 byla v Británii vakcínou naočkována první osoba. V prosinci 2020 získala podmínečnou registraci pro Evropskou unii. Vakcína byla také schválena pro nouzové použití v USA a v dalších státech.

## Právní problémy
V září 2009 firma Pfizer dostala pokutu ve výši 2,3 miliardy amerických dolarů. Podle americké vlády totiž inzerovala čtyři léky (mimo jiné také nesteroidní antiflogistikum Bextra) pro jiné lékařské účely, než pro jaké byly schváleny americkými regulačními úřady. Podle úřadů tím mohlo docházet k ohrožení zdraví pacientů.